# Justiniano Martínez Medina
Justiniano Martínez Medina (Hellín, província d'Albacete, 24 de gener 1942) és un polític espanyol.
Treballà com a manobre i va viure a l'estranger. Militant de l'UJC, a començaments dels anys 1970 va tornar a Espanya per a reorganitzar el Partit Comunista d'Espanya i CCOO a La Unión (Múrcia), però fou detingut i el 5 d'agost de 1973 fou condemnat pel Tribunal d'Ordre Públic a 3 anys de presó per associació il·lícita.
S'establí a Barcelona i fou un dels fundadors de l'Associació de Veïns de Nou Barris, secretari general de Comissions Obreres de la construcció i membre del consell nacional de la CONC fins al 1982. A les eleccions municipals espanyoles de 1979 fou escollit regidor de l'ajuntament de Barcelona pel PSUC, i diputat a les eleccions al Parlament de Catalunya de 1980. El 31 d'octubre de 1980 va renunciar al seu escó i fou substituït per Assumpció Sallés i González. Durant el seu curt mandat fou membre de la comissió d'Economia, Finances i Pressupost, de la comissió de Política Social i de la comissió de Drets Humans del Parlament de Catalunya.
El 1997 havia estat regidor d'Arganda del Rey per Esquerra Unida i el 2009 era membre del comitè de garanties d'Esquerra Unida de la Comunitat de Madrid.